# Ilion (Illyrien)

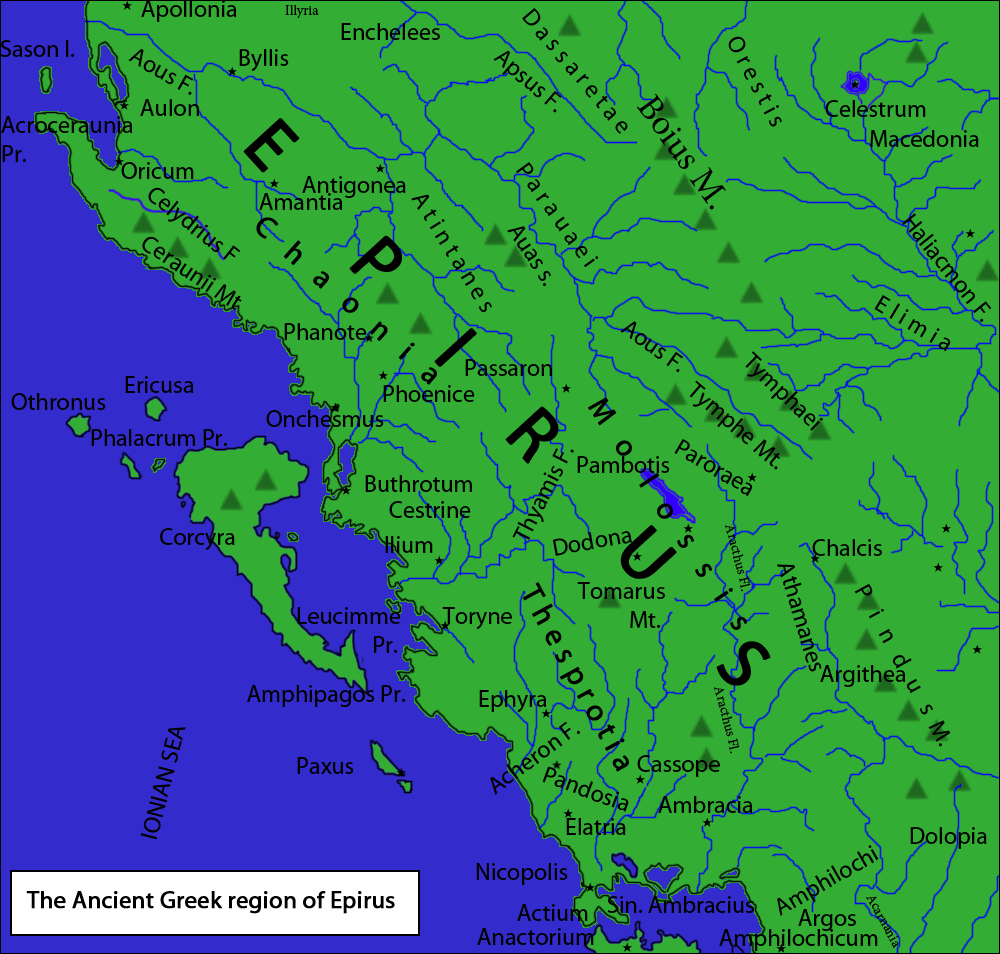
Epirus under antiken.

Ilion, forntida stad i Illyrien, bebodd av folkstammen Phoebotis.